# Charlie Thorson
Pour les articles homonymes, voir Thorsen.
Charles Gustav Thorson dit aussi Charlie Thorson (29 août 1890 – 7 août 1966), né Karl Gústaf Stefánsson, est un canadien dessinateur et caricaturiste, créateur de personnages, auteur de livres pour enfants et illustrateur de BD d'origine islandaise. Il est le « père » de Bugs Bunny et a contribué au design des personnages du dessin animé Blanche-Neige et les Sept Nains de Walt Disney. Cependant, en dix ans de carrière (1935-1945) dans les plus grands studios d'animation des États-Unis d'Amérique, il a créé des centaines d'autres personnages de dessin animé, dont Elmer Fudd, Hiawatha le petit indien, Sniffles le souriceau, le petit chasseur noir Inki et l'oiseau Mynah, Elmer l'éléphant, « The Lady Known as Lou », « Twinkletoes ». Il est aussi l'auteur du personnage de Punkinhead (l'ours des magasins Eaton) et l'écrivain de deux livres pour enfant : Keeko et Keeko and Chee-chee.

## Biographie

### Jeunesse
Thorson est né le 29 août 1890 à Winnipeg, dans la province canadienne du Manitoba, de parents immigrants islandais et de confession luthérienne. Après l'école élémentaire, le jeune Charles dessine en semi-professionnel pour quelques journaux satiriques et politiques d'information en langue islandaise (le Winnipeg Free Press et le Grain Growers Guide). Vivant de petits boulots, il n'a pas les moyens pécuniaires de ses riches amis artistes,.
En octobre 1914, il se marie avec Rannveig “Ranka” Sweinsson . Mais elle meurt à peine deux ans plus tard de tuberculose, et leur fils Charlie trépasse quelques mois après. Ces deux coups du sort marquent terriblement Charles Thorson, qui erre des mois durant et voyage en vagabond sur les chemins de l'ouest canadien,.
Thorson se remarie avec Ada Teslock en 1922. L'année suivante, ils ont un fils, Karl, qu'ils surnomment aussi Charlie, mais qui meurt trois jours après. Mais Thorson et Ada se séparent en 1928 puis divorcent en 1931. Thorson travaille alors au studio artistique Brigden’s Ltd (à Winnipeg), comme illustrateur publicitaire, et notamment pour le Eaton’s catalogue, le catalogue par correspondance de Eaton, Eaton étant la plus grande chaîne de grands magasins du Canada à cette époque,. Les articles étant alors présentés illustrés à la main, Thorson y devient chief illustrator et se spécialise dans l'illustration de haut niveau de bijoux et sellerie.

### Du dessin au dessin animé
En 1935, Thorson déménage à Hollywood et travaille pour les studios Disney sur la création et le design des personnages. Entre 1935 et 1937, il participe aux préparatifs de la réalisation de plusieurs courts métrages en dessin animé, ainsi que le projet du long métrage Blanche-Neige et les Sept Nains. Il conçoit la morphologie de l'héroïne Blanche-neige et celle des six nains. Simplet, le septième nain, sera ajouté par la suite. En ce qui concerne l'aspect de Blanche-neige, Thorson se serait inspiré de Kristen Solvadottir, une serveuse du bar-restaurant le Wevel Café de Winnipeg, bar qu'il affectionne. Bien qu'en contradiction avec la version officielle mise en avant par Disney, plusieurs dessins d'étude archivés appuient cette thèse.
Thorson a conçu et donné un nom à Bugs Bunny.

### Retraite
Thorson, malgré tous ses succès, continue à avoir du mal à trouver du travail. Il finit par prendre sa retraite dans l'État de la Colombie-Britannique en 1956. Thorson meurt le 7 août 1966 à Vancouver.
Le député fédéral et ministre Joseph Thorson (1889-1978) était son grand frère.